# Frederic McLaughlin
Frederic McLaughlin (* 27. Juni 1877 in Chicago, Illinois; † 17. Dezember 1944) war ein US-amerikanischer Geschäftsmann, Militär und Eishockeyfunktionär. Im Jahre 1963 wurde er in der Kategorie „Funktionär“ in die Hockey Hall of Fame aufgenommen.

## Leben und Karriere
Frederic McLaughlin wurde am 27. Juni 1877 als Sohn eines erfolgreichen Kaffeehändlers in der stark expandierenden Stadt Chicago im US-Bundesstaat Illinois geboren. Seine frühe Schulausbildung absolvierte er in seiner Heimatstadt und schloss daraufhin im Jahre 1901 die Harvard University in Cambridge, Massachusetts, ab. Vier Jahre später übernahm er, nach dem Tod des Vaters, das Familienunternehmen und führte dieses jahrzehntelang weiter. Der sportbegeisterte McLaughlin, der während seiner Militärzeit als höchsten Rang den des Majors erreichte und in weiterer Folge oftmals mit diesem Rang angesprochen wurde, holte im Jahre 1926 das erste professionelle Eishockeyteam in The Windy City. Als Lester und Frank Patrick im Jahre 1926 sechs Franchises der damaligen Pacific Coast Hockey Association verkauften, erwarb McLaughlin als Leiter eines eigens dafür abgestellten Konsortiums aus Chicagoer Geschäftsmännern die Rechte an den Portland Rosebuds, die zuletzt an der Western Canada Hockey League teilnahmen. Diese Recht erwarb er vom damaligen Footballstar Huntington Hardwick und dessen Syndikat an Investoren, die das Franchise im Mai desselben Jahres erworben hatten. Zugleich lotste McLaughlin, der bis dahin keine Erfahrung im Eishockeygeschäft hatte, auch einen Großteil der Spieler des Franchises nach Chicago, wo am 25. September 1926 die Chicago Black Hawks offiziell gegründet wurde. Der Name des Teams leitete sich von McLaughlins Infanterie-Division ab, in der er im Ersten Weltkrieg mitunter als Kommandant diente. Zu dieser Zeit war er mit der berühmten Tänzerin und Schauspielerin Irene Castle verheiratet, die sich auch für das heute noch immer existierende Logo der Black Hawks, dem Indianerkopf, verantwortlich zeigt.
In weiterer Folge war McLaughlin der erste Besitzer, wie auch Präsident, des Franchises und popularisierte mit diesem in den 1920er und 1930er Jahren den Eishockeysport in den Vereinigten Staaten. Nachdem die Reaktion der Bevölkerung auf das neue Team anfangs nur sehr lau war, das Team spielte anfangs im beengten Chicago Coliseum, das viel zu wenig Platz bot, ging neben den Zuschauerzahlen auch die Zahl der Anteilseigner zurück, woraufhin McLaughlin bald die Mehrheit der Anteile am Franchise besaß. Als im Jahre 1929 das Chicago Stadium, das eine knapp dreimal so hohe Kapazität für Eishockeyspiele aufwies, eröffnet wurde, stiegen auch die Zuschauerzahlen und damit auch die Beliebtheit der Black Hawks. Nach dem Beginn der Großen Depression Ende 1929 bzw. Anfang 1930 hielt McLaughlin seinen Traum von einem Chicagoer Eishockeyteam mit einer Geldanleihe von Joseph „Joe“ Cattarinich, Co-Eigentümer der Canadiens de Montréal, weiter am Leben. Seiner Widerwilligkeit gegenüber den bestehenden wirtschaftlichen Gegebenheiten war es zu verdanken, dass die Mannschaft konstant und mitunter auch erfolgreich am Spielbetrieb der National Hockey League (NHL) teilnehmen konnte. Zu den unumstrittenen Erfolgen in dieser Zeit zählen die beiden Gewinne des Stanley Cups 1934 und 1938.
In den Jahren danach blieben weitere Erfolge aus und erst 1944 schafften es die Chicago Black Hawks wieder in die Finalserie, unterlagen dort aber gegen die Canadiens de Montréal. Im selben Jahr starb Frederic McLaughlin, der bis zuletzt als Hauptanteilseigner und Präsident agierte und ließ das Team de facto führungslos zurück. Danach verschlechterte sich die finanzielle Situation des Franchises, woraufhin die Mannschaft in den 1950er Jahren knapp vor dem Bankrott stand. Das Duo Arthur Wirtz und James D. Norris führte daraufhin das Franchise durch diese turbulente Zeit in den 1950er Jahren. Während seiner 18 Jahre als Präsident und Besitzer der Chicago Black Hawks fiel er vor allem durch die vielen Trainerwechsel auf, wobei unter ihm insgesamt 13 Trainer agierten. Die Trainerwechsel gingen oftmals bizarr und willkürlich vonstatten. So stellte er unter anderem Godfrey Matheson als Trainer ein, den er zuvor bei einer Zugreise kennenlernte und von dessen Wissen über den Eishockeysport er begeistert war. Matheson, der unter anderem ein Pfeifsystem einführte, agierte dabei an der Seite des gebürtigen Dänen Emil Iverson und wurde bereits nach zwei Spieltagen wieder aus seinem Amt als Cheftrainer entlassen. Zeitlebens galt Frederic McLaughlin als extrem patriotisch und fiel während seiner Amtszeit immer wieder auf, dass er den Kader mit so vielen US-Amerikanern wie möglich füllen wollte und so gut wie keine ausländischen Spieler zuließ und dies zu einer Zeit, in der allgemein nur sehr wenige US-Amerikaner in der Liga, die vorwiegend von den Kanadiern dominiert wurde, aktiv waren.
So wurde zum Beispiel der Stanley Cup 1938 von acht US-amerikanischen Spielern, sowie dem Bostoner Trainer Bill Stewart, der jedoch zu Beginn der nachfolgenden Saison entlassen wurde, gewonnen. McLaughlin und seine Trainer prägten das Spiel der 1920er und 1930er Jahre unter anderem durch das Einführen neuer taktischer Möglichkeiten. Um die Spielgeschwindigkeit zu steigern, setzte man auf drei verschiedene Angriffsreihen und Ersatzspieler, die in Drei-Minuten-Intervallen ausgetauscht wurden, was zwar zur schnelleren Spielgeschwindigkeit beitrug, jedoch weniger dem Erfolg diente. Während seiner Zeit als Präsident und Teambesitzer fehdete er längere Zeit mit James E. Norris, dem Eigentümer der Detroit Red Wings und Vater des bereits genannten James D. Norris, der McLaughlin und die Black Hawks aus dem Chicago Stadium hinauswarf. Im Jahre 1963 wurde der am 17. Dezember 1944 an einem Herzinfarkt verstorbene Frederic McLaughlin, der zeitlebens als aggressiver und enthusiastischer Förderer des Eishockeysports galt und ihn aufgrund seines Patriotismus zu einem US-amerikanischen Ebenbild des Kanadiers und Toronto-Maple-Leafs-Eigentümer Conn Smythe machte, in der Kategorie „Funktionär“ in die Hockey Hall of Fame aufgenommen.